# Konstantine Gamsachurdia
Konstantine Gamsachurdia (georgisch კონსტანტინე გამსახურდია; * 3. Mai 1893 in Abascha, Mingrelien; † 17. Juli 1975) war ein georgischer Schriftsteller. Er gilt als Klassiker der georgischen Literatur des 20. Jahrhunderts.

## Leben

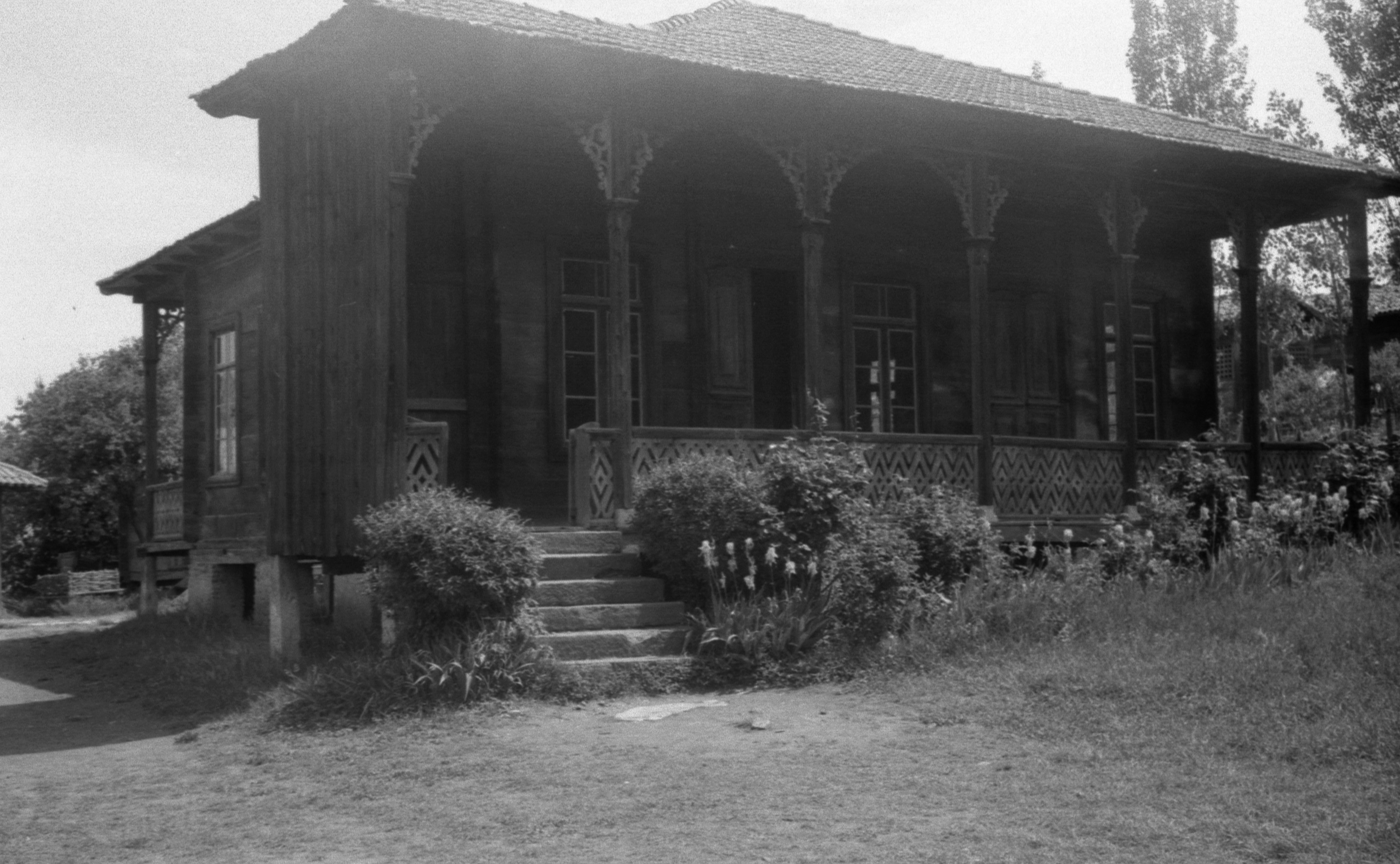
Haus Gamsachurdias in Tiflis 1987

Er wurde als Sohn des adeligen Gutsbesitzers Simon Gamsachurdia geboren, hatte zwei ältere Brüder, Viktor und Alexander. 1911 legte er das Abitur am Georgischen Gymnasium in Kutaissi ab. Von 1912 bis 1918 studierte er in Deutschland. Zunächst an der Königsberger Albertina, dann an der Universität Leipzig und schließlich an der Friedrich-Wilhelms-Universität Berlin, wo er auch promovierte. Vorübergehend lebte er als Übersetzer in München, hatte Kontakt zum Kreis um Thomas Mann, der ihm zur Freilassung aus dem Gefangenenlager in Traunstein verhalf, wohin er nach dem Ausbruch des Ersten Weltkrieges verbracht worden war. Seine ersten Gedichte überhaupt erschienen auf Deutsch.
1918 rückte er in den Vorstand der Gründungsgesellschaft der Staatlichen Universität Tiflis auf. Von 1920 bis 1924 war Gamsachurdia dort außerordentlicher Professor für deutsche Literatur, gründete die Zeitschrift Prometheus.
1918 und 1919 war er Erster Sekretär an der Botschaft der Demokratischen Republik Georgien in Berlin, 1920 Gesandter Georgiens in Italien. Nach der Besetzung Georgiens durch Sowjetrussland 1921, schloss sich Gamsachurdia der georgischen Befreiungsbewegung an, war bis 1930 einer ihrer Wortführer. 1923 lebte er ein Jahr in Paris. 1924 und 1925 sowie 1926 bis 1928 wurde er von der sowjetischen Geheimpolizei GPU inhaftiert.
In den 30er Jahren erhielt er die Unterstützung des 1. Sekretärs des ZK der KP Georgiens und späteren Geheimdienstchefs der Sowjetunion Lawrenti Beria und sollte dafür einen "sozialistischen" Roman verfassen. Sein Roman Die Entführung des Monds spielt sich vor dem Hintergrund der Kollektivierung in Abchasien ab. 1937 half ihm Beria, als Gamsachurdia in Zusammenhang mit Trotzkismus-Vorwürfen inhaftiert worden war. 1938 erschien der Anfang seines Romanvorhabens Der Anführer, das von den Kindheitsjahren Stalins handeln sollte, und wurde daraufhin verboten.
Gamsachurdia kam, eingeladen von seiner befreundeten Übersetzerin Gertrud Pätsch, zu Besuch in die DDR.
Er war verheiratet, hatte einen Sohn Swiad (1939–1993) und eine Tochter (Tamara). Der Sohn war von Mai 1991 bis Januar 1992 der erste Präsident Georgiens.

## Leistungen
Gamsachurdia verfasste Romane und Erzählungen, die immer wieder von Konflikten zwischen politischer Macht, Individuum und georgischen Tugenden (Kartweloba) berichten. Zu den bekanntesten zählen der Roman Die rechte Hand des großen Meisters (1939), der die Auseinandersetzung zwischen einem König und seinem Kathedralen-Baumeister im 11. Jahrhundert schildert, und die Tetralogie David der Erbauer (1942–1961), in dem es um die reformerischen Leistungen des gleichnamigen Königs im 12. Jahrhundert geht. Der Autor betätigte sich in diesen Werken als Historiker (da keine Forschungsliteratur vorlag) und Romancier. Daneben behandelt dieses Buch eines der Hauptmotive in den Werken Gamsachurdias, das Ringen eines Künstlers mit der Macht in einer Autokratie, die ihn repressiert und zugleich fördert.
Die Gegenwartsromane Das Lächeln des Dionysos (1924), Entführung des Mondes (1935) und Rebenblüte (1953) beschäftigen sich mit dem Schicksal von Georgiern, die nach Westeuropa zogen und dann in ihre Heimat zurückkehrten. Sie sind eigenständige Roman und werden fälschlicherweise als Trilogie bezeichnet. Das Lächeln des Dionysos handelt streckenweise in Deutschland und ist stark durchdrungen vom deutschen Gedankengut, wie denn überhaupt in seinen Werken westeuropäische Ideen und georgische Thematiken miteinander wechselseitig durchflochten sind.
Sein autobiografisches Zwiegespräch mit den Geistern (1963) wurde zunächst verboten und erschien erst nach seinem Tod.
Gamsachurdia wurde Begründer einer georgischen Schule der Goethe-Forschung, übersetzte 1928 Goethes Die Leiden des jungen Werthers ins Georgische, schrieb einen Goetheroman. In Deutschland veröffentlichte Gamsachurdia vor dem Ersten Weltkrieg 30 Artikel und einzelne Gedichte.
Er wurde zum Mitglied der Georgischen Akademie der Wissenschaften berufen. 1965 erhielt er den georgischen Schota-Rustaweli-Staatspreis für Literatur.

## Werke
Romane:
- Dionisos gimili. Romani. Gamomcemloba Sakartvelo-3, Tbilisi 2003, ISBN 99928-952-3-3 (auf Deutsch: Das Lächeln des Dionysos, Parrhesia Verlag, Berlin 2023, Übersetzung von Zviad Gamsachurdia)
- Rceuli txzulebani rvatomeuli. Sabcota Sakartvelo, Tbilisi 1958
- Goetes cxovrebis romani. Nakaduli, Tbilisi 1969
- Didostatis marjvena. rainduli romani. Ganatleba, Tbilisi 1972 (Auf Russ.Desnica velikogo mastera. roman; novelly. Merani, Tbilisi 1972, auf Deutsch: Die rechte Hand des grossen Meisters. Historischer Roman. Verlag Kultur und Fortschritt, Berlin 1969, Übersetzung von Gertrud Pätsch)
- Mtvaris motaceba. Merani, Tbilisi 1990 (auf Französisch: **L’enlèvement de la Lune. Les Editeurs Français réunies, 1957)
- Adrekristianuli kartlis kulturulu mozaika, Pitagora, Tbilisi 1995

Folgende Erzählungen und Gedichte wurden ins Deutsche übersetzt:
An Friedrich Nietzsche, Das Riedgrashaus / Das Zusammentreffen mit dem Toten / De Profundis / Der Dichter und sein Schatten / Klara / Marineblau sind deine Augen / Mindia, des Chogais Sohn / Novemberwind / Zeppelin / Porzellan / Schmetterling unter den Linden / Uhren. Sie sind in verschiedenen Anthologien bzw. Erzählungsbänden und Zeitschriften enthalten.